# Международная математическая библиотека подпрограмм
Международная математическая библиотека подпрограмм (англ. International Mathematical and Statistical Library, IMSL) — коммерческая коллекция программных библиотек численного и статистического анализа,  реализованная на языках программирования Си/C++, Java и Фортран. Доступна обёртка Python к функциям на Си.
Библиотека развивается компанией Perforce Software Inc.

## История
Первая библиотека IMSL на языке Фортран была выпущена в 1970 году компанией International Mathematical and Statistical Libraries Inc., в 1991 году вышла версия для языка Си, изначально названная С/Base. В 1992 году компания IMSL Inc. слилась с Precision Visuals, образовав компанию Visual Numerics, которой стала принадлежать торговая марка IMSL. С появлением стандарта Фортран 90 создана новая версия библиотеки — IMSL F90 Library, сохраняя полную обратную совместимость со всеми старыми версиями библиотеки. Библиотеки поддерживались компилятором Compaq Visual Fortran. Версия для Java вышла в 2002 году. В 2003 году  IMSL Fortran Numerical Libraries и IMSL Fortran 90 Library были объединены в IMSL Fortran Library. Версия для языка C# появилась в 2004 году. В августе 2008 года выпущены обёртки для Python — PyIMSL. С 2009 по 2019 год библиотека развивалась Rogue Wave Software. В феврале 2009 года была выпущена PyIMSL Studio. В августе 2009 года была выпущена PyIMSL Studio 1.5. В ноябре 2015 года были выпущены библиотеки IMSL C# 6.5.2. Ранее поддерживались операционные системы Unix и Mac OS. По состоянию на 2012 год библиотека не поддерживала Mac OS X. По состоянию на 2024 год, в библиотеке более 1000 алгоритмов. Компилятор Absoft языка Фортран поддерживал IMSL версии 7 для Windows и Macintosh, библиотека включалась в пакет поставки компилятора, имелась полная обратная совместимость с библиотекой IMSL версии 6. 
Версия на языках С/C++ называется CNL, на Фортране — FNL, на Java — JMSL, на Python — PyNL.

## Доступность платформы
Библиотеки доступны на безвозмездной основе для 30-дневного ознакомления коммерческим пользователям и для студентов.

## Текущие версии
- Численная библиотека Си (2021 Perpetual для Linux / oneAPI, 2021 Subscription для Windows / Parallel Studio, 2023.1 Subscription для Intel / oneAPI и Windows / Visual Studio 2019).
- Численная библиотека Fortran (2022.1 Perpetual для Intel oneAPI 2022.2 и Intel Parallel Studio, 2022.1 Subscription для Intel oneAPI 2021.3, 2022.1 Limited Edition для Intel oneAPI 2022.1 под Windows).
- Численная библиотека Java (2021 Subscription для Linux)[15].

IMSL поддерживается в операционных системах Linux и Windows.
Аппаратная поддержка включает продукцию компании AMD, корпорации Intel, Fujitsu, Hitachi, HP, IBM, NEC, SGI и Sun Microsystems. Библиотека cuBLAS позволяет выполнять функции библиотеки IMSL на Фортране с использованием графических процессоров NVIDIA, что значительно ускрояет выполнение многих функций линейной алгебры.
Поддерживаемые компиляторы включают GNU CC, Intel, Microsoft и PGI.